# Kastanjekopral
De kastanjekopral  (Anurolimnas castaneiceps synoniem Rufirallus castaneiceps) is een vogel uit de familie van de Rallen, koeten en waterhoentjes (Rallidae). De vogel werd in 1869 door de Engelse vogelkundigen Philip Lutley Sclater en Osbert Salvin geldig beschreven.

## Verspreiding en leefgebied
Deze soort komt voor van zuidelijk Colombia tot noordwestelijk Bolivia en telt twee ondersoorten:
- A. c. coccineipes: zuidelijk Colombia en noordoostelijk Ecuador.
- A. c. castaneiceps: oostelijk Ecuador, oostelijk Peru, zuidwestelijk Brazilië en noordwestelijk Bolivia.